# Chloroclystis continuata
Chloroclystis continuata är en fjärilsart som beskrevs av W. Warren 1907. Chloroclystis continuata ingår i släktet Chloroclystis och familjen mätare. Inga underarter finns listade i Catalogue of Life.